# Punta Ave María
La punta Ave María o punta Ave Marina (en inglés: ?) es un cabo ubicado en el noreste de la isla Gran Malvina en las Islas Malvinas. Forma la entrada oeste al puerto Purvis. Se encuentra al este de la isla del Río y enfrentada a la punta Purvis. El pequeño estrecho que une Puerto Purvis con el mar abierto es denominada en la toponimia británica como Purvis Narrows.